# О (буква древнепермского алфавита)
О (𐍩, коми о, также условно называется омегой) — двадцать четвёртая буква древнепермского алфавита, использовавшегося для записи языка коми и в качестве тайнописи старорусского языка.

## Использование
Буква 𐍩 обозначала звук [o̞], что соответствует кириллической букве О о в алфавите Молодцова и современном алфавите. В русских тайнописных текстах также соответствует кириллической о (как, впрочем, и 𐍞), а также входит в состав диграфа 𐍩𐍣 (оу).
Также использовалась для обозначения числа 900 (иногда в сочетании с титлом, аналогично кириллической системе счисления).

## Название
В различных списках встречаются варианты названий ѡ, о и эма. В. И. Лыткин полагает, что первоначальным названием буквы было о, при этом он условно называет её омегой по аналогии с кириллической буквой, дабы избежать путаницы с вой.
В некоторых списках буква вовсе отсутствует.

## Начертание
Происхождение буквы, предположительно, связано с греческой буквой ω.

## Кодировка
Буква была закодирована в блоке Юникода «Древнепермское письмо» (англ. Old Permic) в версии 7.0, вышедшей 16 июня 2014 года, под кодом U+10369.